# Wih Pesam (Wih Pesam)
Wih Pesam is een bestuurslaag in het regentschap Bener Meriah van de provincie Atjeh, Indonesië. Wih Pesam telt 1522 inwoners (volkstelling 2010).